# Tachina senoptera
Tachina senoptera är en tvåvingeart som beskrevs av Macquart 1834. Tachina senoptera ingår i släktet Tachina och familjen parasitflugor.
Artens utbredningsområde är Frankrike. Inga underarter finns listade i Catalogue of Life.